# Lista siturilor arheologice din județul Brașov - J
Lista siturilor arheologice din județul Brașov - J conține toate siturile arheologice din județul Brașov înscrise în Repertoriul Arheologic Național (RAN) și aflate în localități al căror nume începe cu litera J. RAN este administrat de Ministerul Culturii și Patrimoniului Național și cuprinde date științifice, cartografice, topografice, imagini și planuri, precum și orice alte informații privitoare la zonele cu potențial arheologic, studiate sau nu, încă existente sau dispărute.
Puteți căuta un sit din localitățile care încep cu litera J folosind formularul de mai jos sau puteți naviga prin toate siturile din județ la Lista siturilor arheologice din județul Brașov.
| Cod RAN                                  | Denumire | Localitate                 | Adresă         | Datare                            | Descoperit | Coordonate | Imagine           | Erori            |
| ---------------------------------------- | --- | -------------------------- | -------------- | --------------------------------- | ---------- | ---------- | ----------------- | ---------------- |
| 41293.01.01 (Cod LMI: BV-I-m-B-11281.02) | Situl arheologic de la Jibert - "Pe deal" / ansamblu anonim (Categorie: locuire civilă) (Tip: Așezare)                  | sat Jibert, comuna Jibert  | Pe deal        | dacică sec. I a. Chr. - I p. Chr. |            |            | Încărcați imagine | Raportați eroare |
| 41293.01.02 (Cod LMI: BV-I-m-B-11281.01) | Situl arheologic de la Jibert - "Pe deal" / ansamblu anonim (Categorie: locuire civilă) (Tip: Așezare)                  | sat Jibert, comuna Jibert  | Pe deal        | sec. II - III                     |            |            | Încărcați imagine | Raportați eroare |
| 41266.01.01                              | Descoperirile neolitice de la Jimbor / ansamblu anonim (Categorie: neprecizată) (Tip: neprecizat)                       | sat Jimbor, comuna Homorod |                |                                   |            |            | Încărcați imagine | Raportați eroare |
| 41266.01.02                              | Descoperirile neolitice de la Jimbor / ansamblu anonim (Categorie: neprecizată) (Tip: neprecizat)                       | sat Jimbor, comuna Homorod |                | Coțofeni                          |            |            | Încărcați imagine | Raportați eroare |
| 41293.02.01                              | Așezarea de epoca bronzului de la Jibert- "Groapa Eroilor" / ansamblu anonim (Categorie: locuire civilă) (Tip: Așezare) | sat Jibert, comuna Jibert  | Groapa Eroilor |                                   |            |            | Încărcați imagine | Raportați eroare |
| 41293.03.01                              | Tumulii de epoca bronzului de la Jibert / ansamblu anonim (Categorie: descoperire funerară) (Tip: Tumuli)               | sat Jibert, comuna Jibert  |                |                                   |            |            | Încărcați imagine | Raportați eroare |
| 41293.04.01                              | Situl arheologic de la Jibert - "Pe față" / ansamblu anonim (Categorie: locuire civilă) (Tip: Așezare)                  | sat Jibert, comuna Jibert  | Pe Față        | Wietenberg                        |            |            | Încărcați imagine | Raportați eroare |
| 41293.04.02                              | Situl arheologic de la Jibert - "Pe față" / ansamblu anonim (Categorie: locuire civilă) (Tip: Tumuli)                   | sat Jibert, comuna Jibert  | Pe Față        | Schneckenberg                     |            |            | Încărcați imagine | Raportați eroare |
| 41293.04.03                              | Situl arheologic de la Jibert - "Pe față" / ansamblu anonim (Categorie: locuire civilă) (Tip: Așezare)                  | sat Jibert, comuna Jibert  | Pe Față        | dacică                            |            |            | Încărcați imagine | Raportați eroare |
| 41293.04.04                              | Situl arheologic de la Jibert - "Pe față" / ansamblu anonim (Categorie: locuire civilă) (Tip: Așezare)                  | sat Jibert, comuna Jibert  | Pe Față        | sec III-IV                        |            |            | Încărcați imagine | Raportați eroare |
| 41293.04.05                              | Situl arheologic de la Jibert - "Pe față" / ansamblu anonim (Categorie: locuire civilă) (Tip: Așezare)                  | sat Jibert, comuna Jibert  | Pe Față        | Boian                             |            |            | Încărcați imagine | Raportați eroare |
| 41266.02.01                              | Depozitul de topoare de la Jimbor / ansamblu anonim (Categorie: depozit/tezaur) (Tip: Depozit)                          | sat Jimbor, comuna Homorod |                | Glina III - Schnekenberg          |            |            | Încărcați imagine | Raportați eroare |
| 41293.05.01                              | Situl arheologic de la Jibert - "La Saivane" / ansamblu anonim (Categorie: locuire civilă) (Tip: Așezare)               | sat Jibert, comuna Jibert  | La Saivane     |                                   |            |            | Încărcați imagine | Raportați eroare |
| 41293.05.02                              | Situl arheologic de la Jibert - "La Saivane" / ansamblu anonim (Categorie: locuire civilă) (Tip: Așezare)               | sat Jibert, comuna Jibert  | La Saivane     |                                   |            |            | Încărcați imagine | Raportați eroare |
| 41293.05.03                              | Situl arheologic de la Jibert - "La Saivane" / ansamblu anonim (Categorie: locuire civilă) (Tip: Așezare)               | sat Jibert, comuna Jibert  | La Saivane     | Starčevo - Criș                   |            |            | Încărcați imagine | Raportați eroare |
| 41293.05.04                              | Situl arheologic de la Jibert - "La Saivane" / ansamblu anonim (Categorie: locuire civilă) (Tip: Așezare)               | sat Jibert, comuna Jibert  | La Saivane     | sec III-IV                        |            |            | Încărcați imagine | Raportați eroare |
| 41293.06.01                              | Așezarea dacică de la Jibert - "Drumul Dacilor" / ansamblu anonim (Categorie: locuire civilă) (Tip: Așezare)            | sat Jibert, comuna Jibert  | Drumul Dacilor | dacică                            |            |            | Încărcați imagine | Raportați eroare |
| 41293.07.01                              | Depozitul de seceri de la Jibert / ansamblu anonim (Categorie: depozit/tezaur) (Tip: Depozit)                           | sat Jibert, comuna Jibert  |                |                                   |            |            | Încărcați imagine | Raportați eroare |
| 41266.04.01 (Cod LMI: BV-II-a-A-11724)   | Cetatea Jimborului / ansamblu Cetatea Jimborului (Categorie: locuire civilă) (Tip: Cetate)                              | sat Jimbor, comuna Homorod |                | sec. XIII                         |            |            | Încărcați imagine | Raportați eroare |